# Hogar, dulce hogar (película de 1951)
Hogar, dulce hogar (我が家は楽し Wagaya wa tanoshi?) es una película dramática japonesa de 1951 dirigida por Noboru Nakamura, escrita por Sumie Tanaka y protagonizada por Chishū Ryū, Isuzu Yamada y Hideko Takamine.

## Argumento

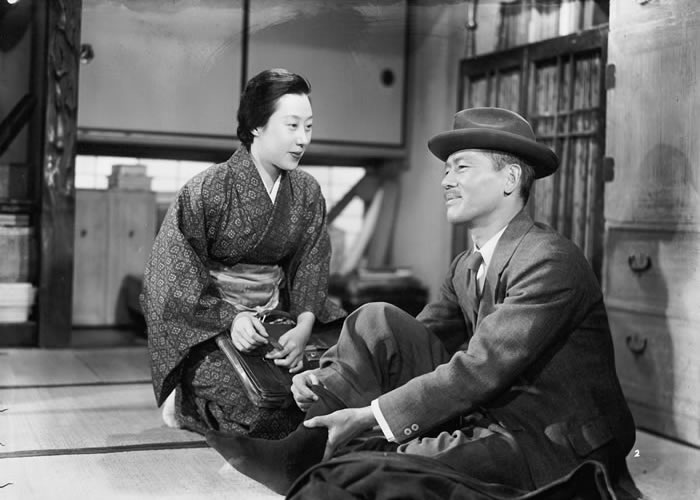
Chishū Ryū y Isuzu Yamada en un fotograma de la película

Kosaku Uemura tiene una esposa fuerte, Namiko, y cuatro hijos y, aunque son pobres, tienen una agradable vida familiar. Tomoko, la hija mayor, estudia pintura y espera que su novio enfermo, Saburo Uchida, se recupere por completo. Nobuko, la segunda hija, canta en un coro. 
El padre de familia será reconocido por su empresa después de 25 años de servicio continuo, y recibirá un bono especial de una importante suma de dinero. Con este dinero Namiko podrá comprar las cosas que necesitan sus hijos y también podrá pagar el viaje escolar de su segunda hija. Sin embargo, en el camino a casa después de la ceremonia de premiación, la pareja perdió todo el dinero del bono de 30 000 yenes. Namiko no le dice nada a sus hijos de este desastre y vende la ropa que le queda para poder compensar la pérdida.
Cuando el cuadro de Tomoko, es rechazado y su novio enfermo muere, Namiko confiesa que pintar era su viejo sueño y trata de animar a su desconsolada hija. El propietario vende la casa en la que vivían, al vecino de al lado y se ven obligados a mudarse. Sin embargo, una de las pinturas de Tomoko llama la atención al nuevo dueño de la casa, quien la compra y así la familia puede volver a su casa.

## Elenco
- Chishū Ryū como Kosaku Uemura, el cabeza de familia
- Isuzu Yamada como Namiko Uemura, la madre
- Hideko Takamine como Tomoko Uemura, la hija mayor
- Keiko Kishi como Nobuko Uemura, la hija menor
- Keiji Sada como Saburo Uchida, el novio de Tomoko
- Mitsuko Sakura como Kaoko Fukuda, la hermana de Namiko
- Kuninori Kodo como el viejo Kanazawa
- Sugisaku Aoyama como Oyama, un pintor
- Junji Masuda como Yasutaro Baba
- Reiko Minakami como Natsuko
- Shinyo Nara como el jefe de Kosaku
- Kazuko Fukui como Mitsuko
- Kaoru Kusuda como Chiyo Koizumi

## Recepción
Nakamura, que había debutado como director en 1941, recibió reconocimiento artístico con esta película, la película también supuso el debut de la actriz Keiko Kishi.
Para celebrar el centenario del nacimiento del director, Hogar dulce hogar se proyectó junto con Doshaburi (1957) y La forma de la noche (1964) en el Tokyo Filmex en 2013, las tres en nuevas copias subtituladas. También se proyectó junto con Doshaburi en la sección «Forum» del Festival Internacional de Cine de Berlín de 2014.
En 1951 la película fue galardonada con el Premio Blue Ribbon al Mejor Actor de Reparto (Chishū Ryū), al Mejor Guion (Sumie Tanaka) y a la Mejor Fotografía (Yūharu Atsuta).